# クラーケン海
クラーケン海（クラーケンかい、英: Kraken Mare、ノルウェー語: Kraken Mare）は、土星の衛星タイタンの北極に存在する液体の湖。タイタンで2016年現在発見されている最大の湖である。

## 発見
2007年に土星探査機カッシーニによって発見され、2008年にクラーケン海と名づけられた。名前は北欧伝承に登場する海の怪物クラーケンに由来する。

## 地形

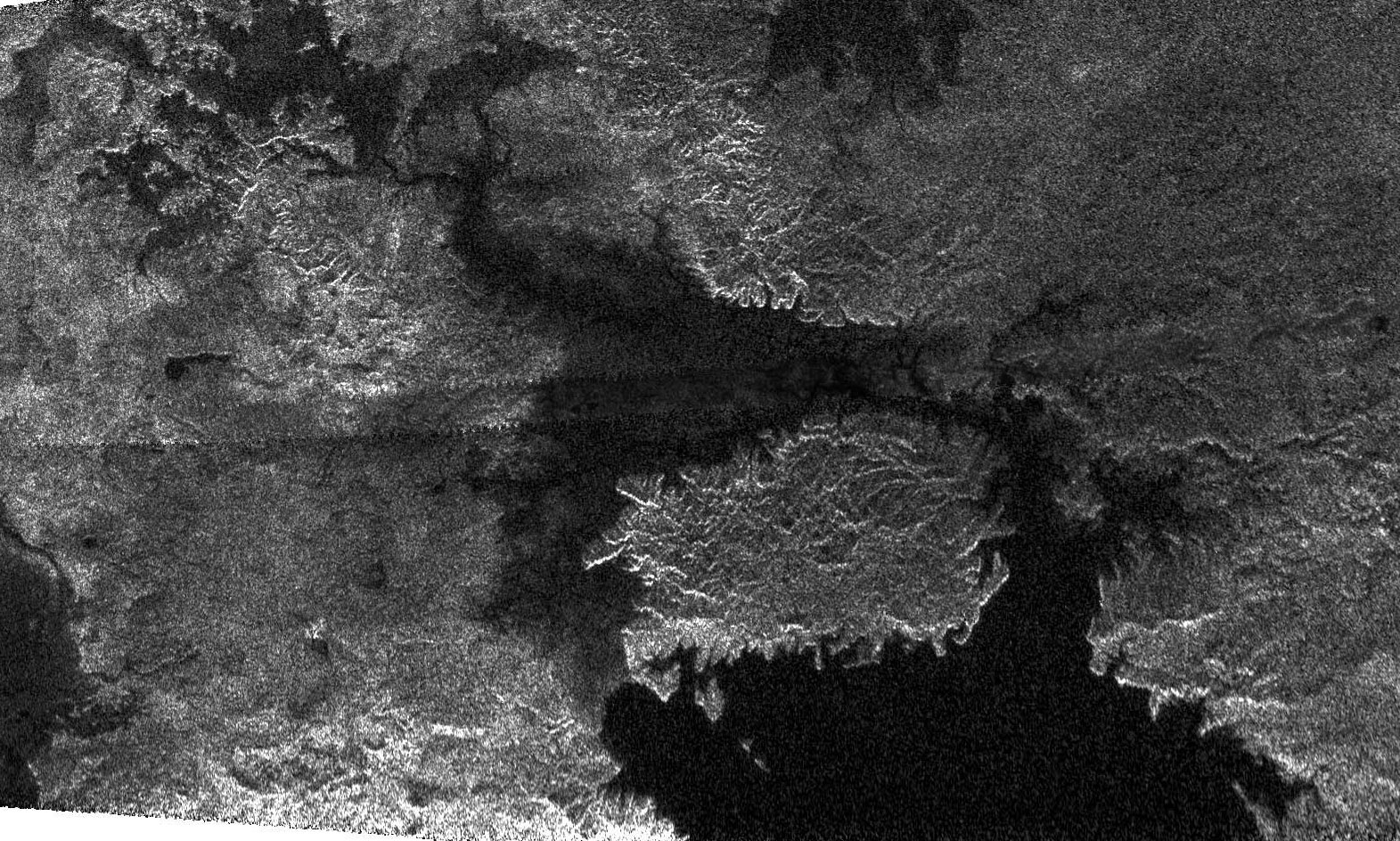
クラーケン海の北部とメイダ島。

クラーケン海は全長約1,170km、面積約400,000km²の広大な液体の湖で、タイタンの北極地域では最大の湖だと考えられている。湖の最大深さは160mほどであり、1.5cmと浅い表面張力波 が秒速0.7mで動くのが観測されている。レーダー観測から、湖の主成分は炭化水素（主に液体メタン）であることが判明している。地球のカスピ海よりも大きいと見積もられている。
クラーケン海の北端には、湖で最大の島であるメイダ島が位置する。クラーケン海は、タイタン北極地域第2の湖リゲイア海と水文学的に繋がっている可能性がある。 北部中央にはベイタ海峡を挟んでビミニ島とポンライ島がある。
クラーケン海の北緯67度西経317度の地点には、幅約17kmと地球のジブラルタル海峡に近いサイズの細い海峡がある。通称「クラーケンの喉」正式にはセルダン海峡と命名されたこの海峡は、クラーケン海の海流にとって重要な場所だと考えられている。タイタンの軌道離心率はクラーケン海に1mほどの潮汐を引き起こしている可能性があり、生み出された流れはこの水域で秒速0.5mに達し、渦を巻いているかもしれない。

## 探査
2016年現在提案されているタイタン・サターン・システム・ミッションでは、探査機をクラーケン海に着水させ、その組成に水深、その他多くの情報を観測する計画もある。

## 画像

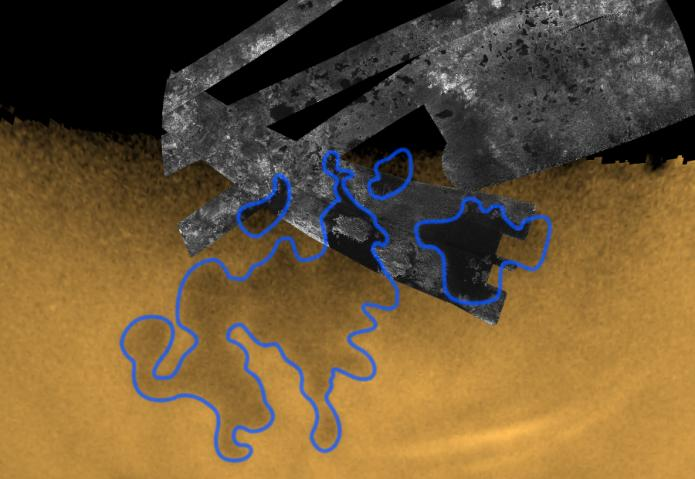
可視光／赤外線の画像にレーダー画像を重ねて作成したタイタン北極地域。クラーケン海の全域が示されている。
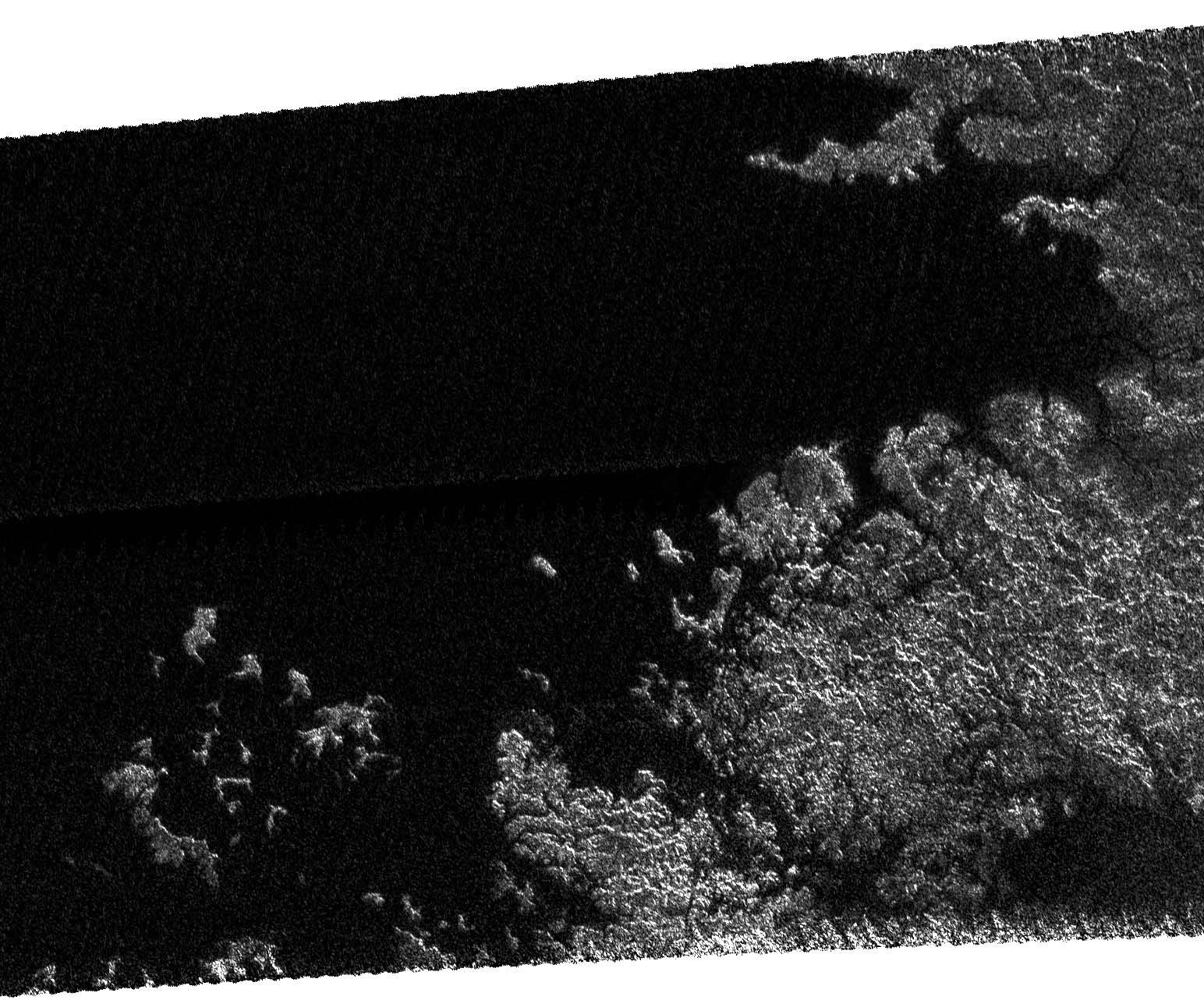
クラーケン海の海岸線と他の小さな島々
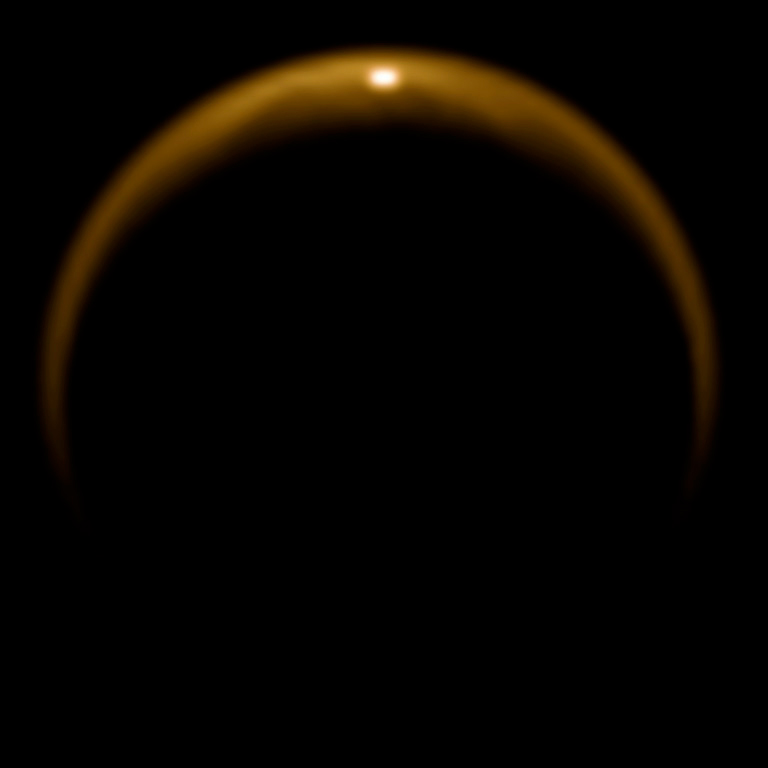
鏡面反射により輝くクラーケン海地域のチンポー湖（カッシーニ、2009年7月撮影）